# Gifhorn
Gifhorn är en stad och huvudort i det tyska länet Gifhorn i förbundslandet Niedersachsen. Staden har ungefär 44 000 invånare och ligger cirka 20 km norr om Braunschweig samt 15 km väster om Wolfsburg.
Området skapades under senaste istiden och Gifhorn ligger på en höjd bland myrar och vattendrag. Orten omnämns 1196 för första gången som plats med en bro över floden Ise. Samhällets framväxt gynnades av flera handelsvägar som korsade här. Under hertigen av Lüneburg byggdes flera vattenkvarnar i Gifhorn. 1364 blev Gifhorn köping.
Flera krig och stadsbränder skadade orten svårt men det skapades även betydande byggnader som Gifhorns slott som var färdigställt 1547. Det första slottet var anlagt som fästning men de flesta försvarsanläggningarna revs efter 1781. Andra viktiga hus var huvudsakligen byggda av korsvirke. Under 1700-talet byggdes Sankt Nicolaikyrkan och ett hus för tjänstemän i barockstil.
Med industrialiseringen byggdes flera anläggningar för utvinnande av torv i Gifhorn. Även ett glasbruk och en konservfabrik var av betydelse. 1852 fick Gifhorn stadsrättigheter. Efter andra världskriget producerades huvudsakligen maskiner i Gifhorn och många invånare pendlar till Wolfsburgs bilverkstäder.

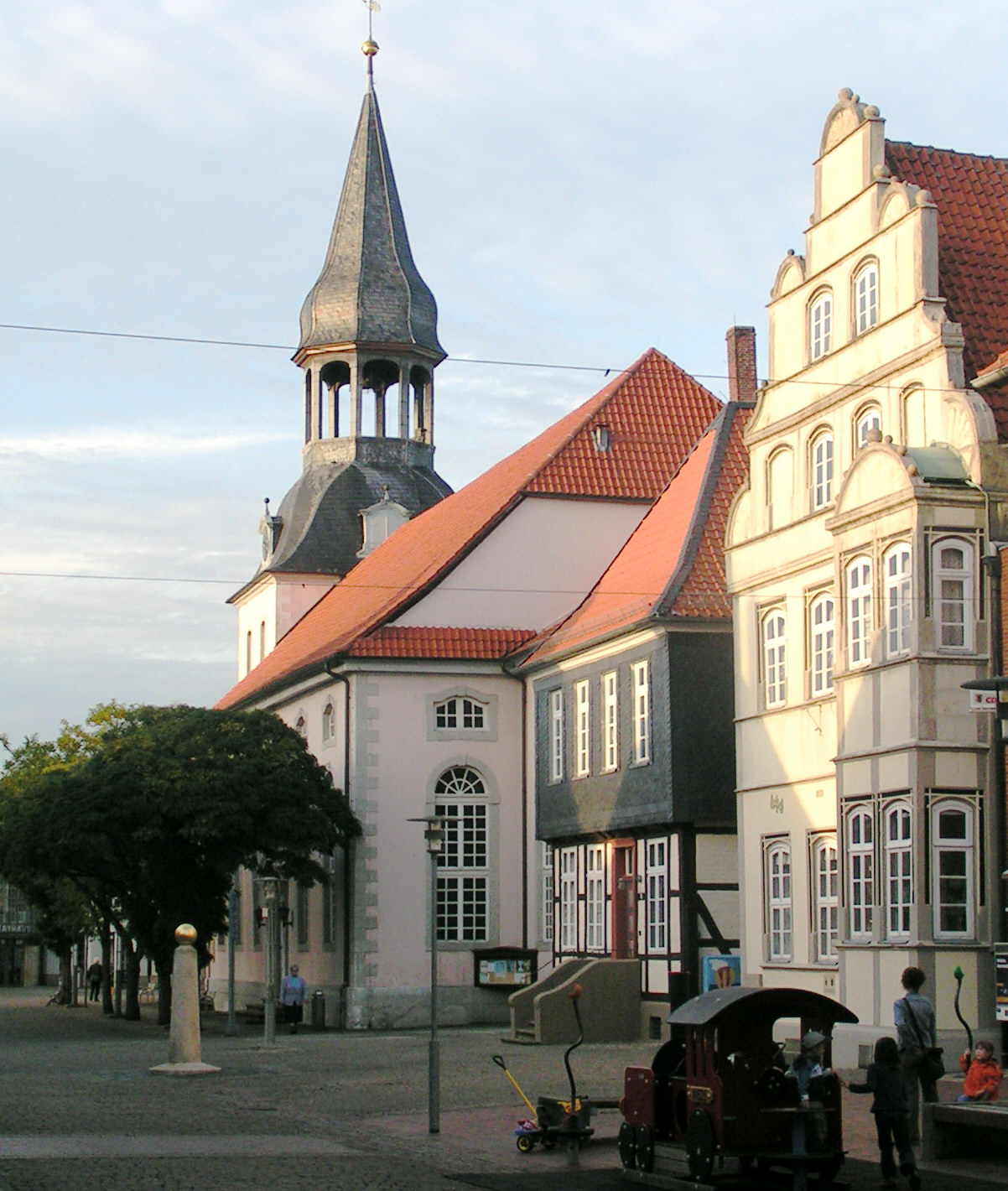
Nicolaikyrkan
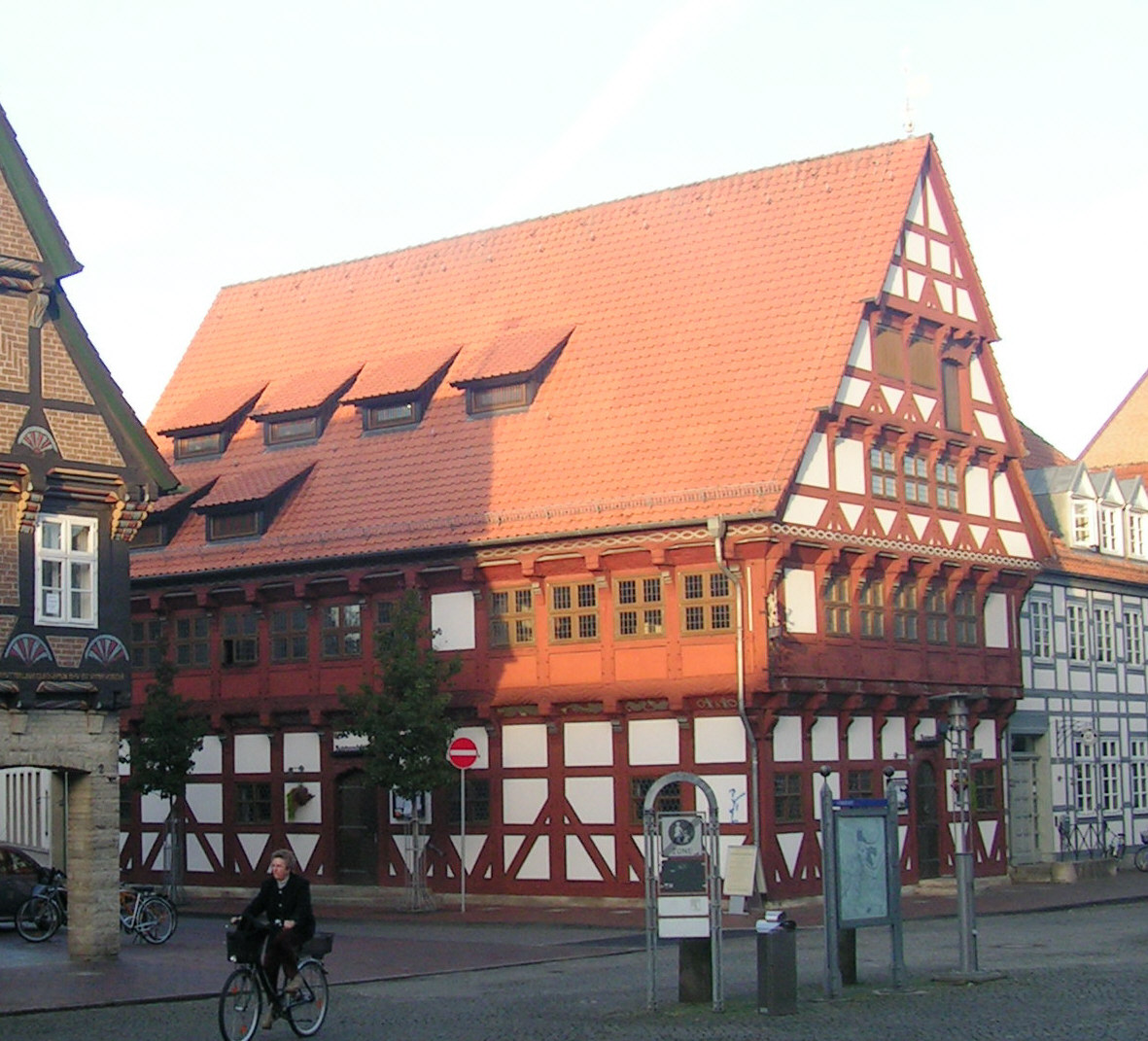
Gamla rådhuset